# Drobnołuszczak białokremowy
Drobnołuszczak białokremowy (Pluteus pellitus (Pers.) P. Kumm.) – gatunek grzybów należący do rodziny łuskowcowatych (Pluteaceae).

## Systematyka i nazewnictwo
Pozycja w klasyfikacji według Index Fungorum: Pluteus, Pluteaceae, Agaricales, Agaricomycetidae, Agaricomycetes, Agaricomycotina, Basidiomycota, Fungi.
Po raz pierwszy gatunek ten opisał w 1801 r. Christiaan Hendrik Persoon nadając mu nazwę Agaricus pellitus. Obecną, uznaną przez Index Fungorum nazwę nadał mu Paul Kummer w 1871 r.
Synonimy:
- Agaricus pellitus Pers. 1801
- Hyporrhodius pellitus (Pers.) Henn. 1898
- Pluteus pellitus var. clusianus Istv.
- Pluteus pellitus var. punctillifer Quél. 1885

Alina Skirgiełło w 1999 r. opisała ten gatunek pod nazwą łuskowiec omszony. Władysław Wojewoda w 2003 r. zaproponował nazwę drobnołuszczak białokremowy.

## Morfologia
Kapelusz
Średnica 3–5 cm, u młodych okazów półkulisty lub stożkowaty, z wiekiem płaskowypukły, czasem z niewielkim garbkiem. Powierzchnia biała z różowawym odcieniem, jedynie na środku szarobrązowa, jedwabisto-kutnerowata, aksamitna lub gładka, matowa.
Blaszki
Wolne, dość gęste, brzuchate, o szerokości do 7 mm, początkowo białe, potem różowe. Liczne międzyblaszki.
Trzon
Wysokość 4–7 cm, grubość do 0,5–1 cm, walcowaty, u podstawy nieco zgrubiały, początkowo pełny, potem pusty, kruchy. Powierzchnia biała, błyszcząca, nieco prążkowana. Pierścienia brak.
Cechy mikroskopowe:
Zarodniki 6,5–7,5 × 5–6 µm, szerokoelipsoidalne. Cheilocystydy liczne, krótkomaczugowate, cienkościenne, szkliste, 30–45(–80) × 12–21 µm. Pleurocystydy liczne, szkliste, wrzecionowate, na środku rozszerzone, grubościenne, o wymiarach 60–90 × 14–20 µm. Na szczytach posiadają nieliczne ale wyraźne haki. Strzępki w skórce kapelusza równogrube o zaokrąglonych końcach, szkliste lub o barwie jasnobrązowej. Sprzążek brak.

## Występowanie
Opisano występowanie tego gatunku w Ameryce Północnej, Europie, Japonii i Australii. W Europie i Ameryce Północnej podano liczne stanowiska. W. Wojewoda w zestawieniu grzybów wielkoowocnikowych Polski w 2003 r. podaje ponad 10 jego stanowisk z uwagą, że jego rozprzestrzenienie w Polsce i stopień zagrożenia nie są znane. Bardziej aktualne stanowiska podaje internetowy atlas grzybów. Znajduje się w nim na liście gatunków zagrożonych i wartych objęcia ochroną.
Grzyb saprotroficzny. Występuje w lasach, na ziemi, na próchniejącym drewnie, resztkach drzewnych, opadłych i próchniejących gałęziach drzew, zwłaszcza brzozy. Owocniki pojawiają się zwykle od czerwca do listopada.